# Tanya Haden
Tanya Haden, född 11 oktober 1971, är en amerikansk konstnär, cellist och sångerska. Hon är gift med skådespelaren och musikern Jack Black.